# Eugenio Moretti Larese
Eugenio Moretti Larese (più propriamente Larese Moretti; Venezia, 14 dicembre 1822 – Venezia, 27 febbraio 1874) è stato un pittore e decoratore italiano.

## Biografia
Figlio di Lorenzo Larese e Giovanna Moretti, ebbe un fratello, Lorenzo, noto soprattutto come scultore.
Frequentò l'Accademia di Venezia (1839-1850) ed ebbe come insegnanti Ludovico Lipparini, Michelangelo Grigoletti e Francesco Bagnara. Le notizie dell'epoca lo ricordano come un giovane dal temperamento irrequieto, amante del bere e della musica e spesso coinvolto in risse; si dice, inoltre, che vivesse a Venezia in un palazzo diroccato abitato da altri artisti italiani e francesi. La sua vita ebbe una svolta quando sposò Margherita Rivolti, vedova del possidente Pietro Guidini, e divenne patrigno di sua figlia Giuseppina, andata in sposa al conte Alderico Polcenigo.
Nel 1842 era a Treviso dove faceva l'incisore. Nel 1844 ottenne una menzione d'onore durante i concorsi di seconda classe dell'Accademia. Nel 1846 partecipava alla mostra annuale dell'Accademia con Susanna e i vecchioni, riprendendo un soggetto ricorrente nella pittura veneta, come in Paolo Veronese e Giambattista Tiepolo ai quali si rifece più volte. L'opera fu apprezzata per i colori, ma non piacque l'eccessività dei panneggi della donna e degli orridi volti dei vecchi.
Nel 1847, sempre all'Accademia, espose La Pace. L'anno dopo risulta ancora a Treviso dove frequentava artisti locali e amanti dell'arte. Dopo la caduta della Repubblica di San Marco e il ritorno degli Austriaci si ritrovò disoccupato; tornato a Venezia, si sposò e riprese la sua formazione all'Accademia dove, nel 1850, presentò le opere Donna questuante, Il coscritto liberato incontra la famiglia ed Episodio degli ebrei nel deserto.
Gli anni 1850 lo impegnarono particolarmente sia a Venezia che in terraferma. Nel 1854 lavorò al sipario del teatro La Fenice sul quale raffigurò Il doge Michiel che disperde l'armata dei saraceni e conquista la città di Tiro nel 1123-1124 (l'opera fu sostituita nel 1878 per il pessimo stato di conservazione). Nello stesso anno realizzò sei riquadri con allegorie per il soffitto di una sala delle Gallerie dell'Accademia, cui seguirono, nel 1855, gli affreschi per la VII sala della Galleria d'arte moderna e del palazzo Bragadin. Ancora nel 1855 dipingeva alcune scene bucoliche per il salone di villa Condulmer a Zerman di Mogliano Veneto. Sempre negli anni 1850 fu attivo in villa Barbaro a Maser (gli affreschi, che raffiguravano la famiglia del committente Sante Giacomelli, furono rimosse nel 1940 per recuperare i sottostanti dipinti cinquecenteschi). Nel 1856 partecipava di nuovo a una mostra dell'Accademia, mentre l'anno seguente, con Eliseo Sala, decorava casa Rigaglia a Venezia. Nel 1858 dipinse i Funerali di Tiziano, mentre in un'esposizione veneziana presentava una Donna nuda dormiente criticata per la frettolosa esecuzione e per la posa "indecente" del soggetto. Nel 1859 era a palazzo Lugo Vinanti a Bassano del Grappa dove affrescava una stanza con figure mitologiche; frattanto lavorava anche al caffè Quadri (ne dipinse i soffitti, ma le opere sono andate perdute) e alle chiese di San Giacomo di Rialto e San Giovanni Crisostomo.
La critica moderna ritiene queste opere di particolare pregio, riconoscendo al Moretti Larese una notevole abilità pittorica, sia disegnativa che cromatica.
Ancora nella metà degli anni 1850 realizzò il ritratto di Michelangelo Grigoletti, caratterizzandolo per un notevole realismo psicologico. In effetti l'artista viene apprezzato soprattutto come ritrattista, influenzato dai pittori francesi.
Nel 1860 lavorò con altri artisti alle decorazioni di palazzo Giovanelli sotto la direzione di Giambattista Meduna e espose altri tre quadri all'Accademia, cui se ne aggiunsero altrettanti l'anno seguente. Nel 1862 diventava socio d'arte dell'Accademia e tra il 1862 e il 1863 affrescò gli esterni di villa Buzzati a Visome di Belluno.
Nel 1863 era a Torino dove lasciava alcuni affreschi nella sede del Museo civico, allora inaugurato in via Gaudenzio Ferrari. Tra il 1867 e il 1868 decorò la cappella dedicata a Gaetano Mares in villa Erizzo a Bassano. Al contempo continuavano le esposizioni all'Accademia.
La sua attività diminuì sensibilmente verso gli ultimi anni di vita a causa di una patologia polmonare risalente alla fine degli anni 1840.

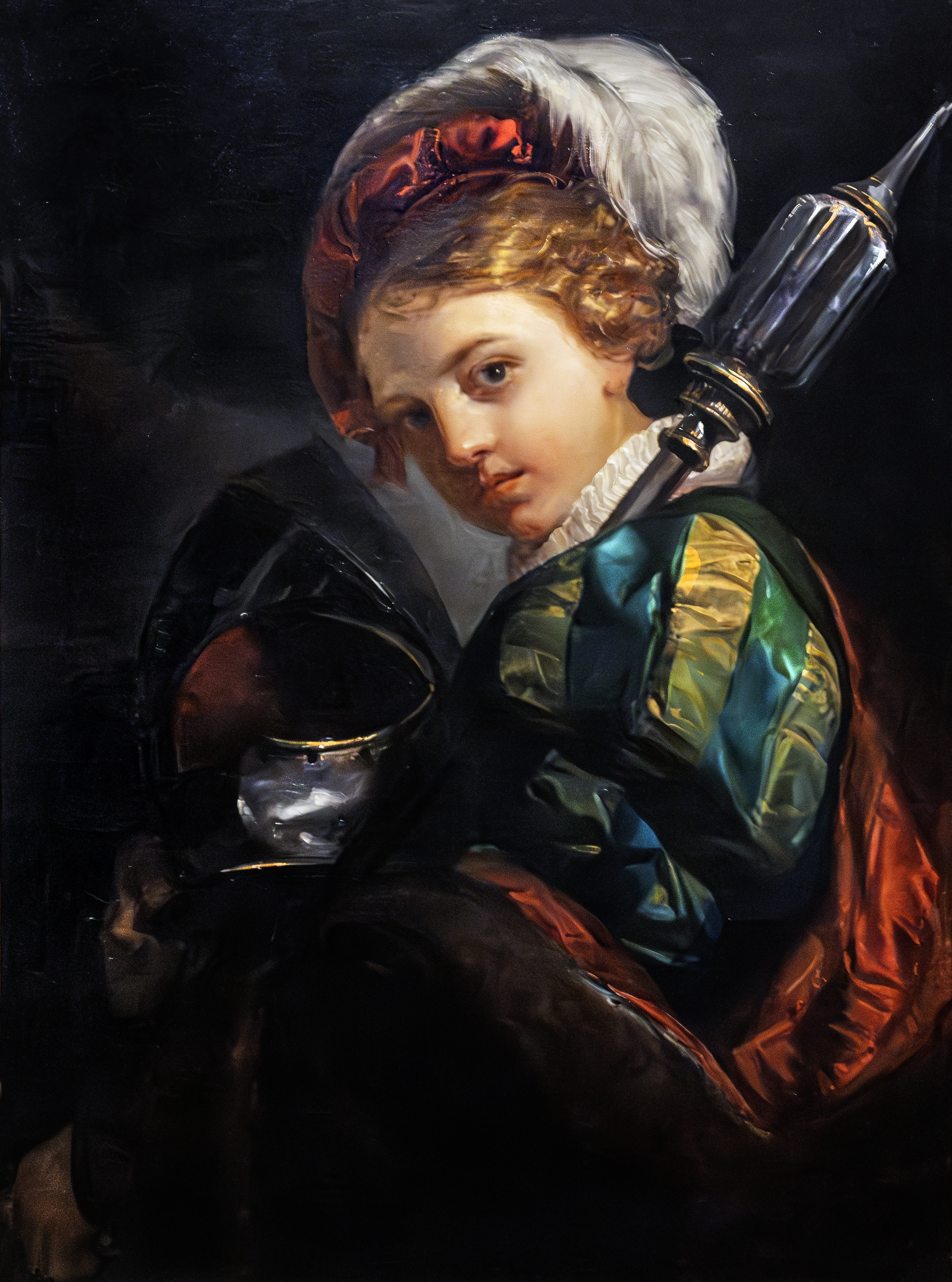
Paggio, Museo civico Luigi Bailo Treviso
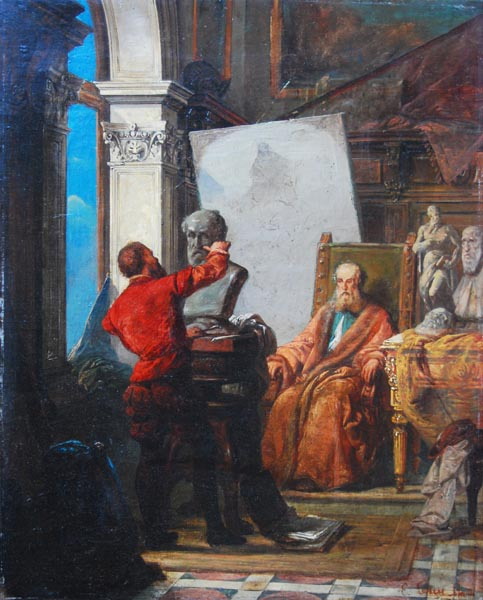
Nello studio dello scultore